# Turulung
Turulung (deutsch Turterebesch, ungarisch Túrterebes) ist eine Gemeinde im Kreis Satu Mare in Rumänien. Sie besteht aus den drei Ortsteilen Drăgușeni (ungarisch: Túrterebestelep), Turulung und Turulung-Vii (ungarisch: Túrterebesszőlőhegy).

## Geografische Lage
Die Gemeinde Turulung liegt zwischen 47° 56′ auf dem nördlichen Breitengrad und 23° 4′ auf dem östlichen Längengrad, 133 m über dem Meeresspiegel, im Nordwesten Rumäniens. Sie liegt am Ufer des Flusses Tur. Hier treffen das Sathmarer Flachland und das Avas-Gebirge aufeinander. Die Fläche der Gemeinde besteht aus 54 km². Vom Sitz der Gemeinde ist Drăgușeni 3 km und Turulung-Vii 6 km entfernt.
Die Europastraße E81 verbindet den Ort Turulung mit Satu Mare, diese ist gleichzeitig die Hauptstraße der Gemeinde. Die nächstgelegene Eisenbahnstation befindet sich im ca. 8 km entfernten Halmeu, an der Bahnstrecke Debrecen–Sighetu Marmației.

## Nachbarorte
| Halmeu    | Băbești                                     | Turț        |
| Mesteacăn | Kompassrose, die auf Nachbargemeinden zeigt | Gherța Mică |
| Micula    | Dumbrava                                    | Livada      |

## Sehenswürdigkeiten
- Römisch-katholische Kirche, erbaut von 1814 bis 1827 im Barockstil
- Reformierte Kirche, erbaut um 1745 aus Holz, in den 1970er Jahren durch einen Steinbau ersetzt
- Griechisch-katholische Kirche zwischen 1868 und 1903 erbaut, dem Heiligen Georg geweiht
- Schloss Perény, ca. 14.–16. Jahrhundert, im Stil der Romantik erbaut, nach 1848 aufgestockt
- Dónát-Kapelle

## Demographie
Ethnische Gruppen (Volkszählung 2002):
- Ungarn: 55,34 %
- Rumänen: 31,88 %
- Roma: 9,10 %
- Deutsche: 3,56 %

67,98 % der Bevölkerung ist mit der Muttersprache ungarisch aufgewachsen und spricht diese erstrangig, während 31,72 % hauptsächlich nur rumänisch spricht.

## Persönlichkeiten
- Pál Reizer (1943–2002), war Bischof im Bistum Satu Mare
- Ferenc Cserháti (1947–2023), deutscher römisch-katholischer Geistlicher und Weihbischof in Esztergom-Budapest
- Jenő Schönberger (* 1959), Bischof des Bistums Satu Mare